# L-O-V-E (album)
L-O-V-E è un album in studio del musicista statunitense Nat King Cole, pubblicato nel 1965.

## Tracce
1. L-O-V-E (Milt Gabler, Bert Kampfert) – 2:30
2. The Girl from Ipanema (Antônio Carlos Jobim, Norman Gimbel, Vinícius de Moraes) – 2:56
3. Three Little Words (Harry Ruby, Burt Kalmar) – 2:16
4. There's Love (George David Weiss, Joe Sherman) – 3:10
5. My Kind of Girl (Leslie Bricusse) – 3:11
6. Thanks to You (Bob Marcus) – 3:24
7. Your Love (Ralph Carmichael, Wayne Dunstan) – 2:14
8. More (Theme From Mondo Cane) (Riz Ortolani, Nino Oliviero, Marcello Ciorciolini, Norman Newell) – 2:09
9. Coquette (Johnny Green, Gus Kahn, Carmen Lombardo) – 2:55
10. How I'd Love to Love You (Joe Bailey) – 2:19
11. Swiss Retreat (Jerry Tobias, Milt Rogers) – 2:14